# Turnerjahrmarkt
Der Turnerjahrmarkt oder auch Pfingstmarkt ist ein durch die Vereinigte Turnerschaft Zweibrücken (VTZ) organisierter, in Zweibrücken stattfindender, Jahrmarkt. Traditionstermin ist das Pfingstwochenende.

## Geschichte
Sechs Jahre nach seiner Gründung organisierte der Männerturnverein Zweibrücken 1903 zum ersten Mal den traditionellen Turnerjahrmarkt.
Seit der Fusion mit dem Turnverein im Jahr 1950 führte die nun entstandene „Vereinigte Turnerschaft“ diese Tradition fort.
Zu Beginn war der sogenannte „Kleine Exerzierplatz“ am Rande der Innenstadt die Festwiese der Wahl, bis man 1977 umzog und seitdem den Freiplatz am oberen Ende der Zweibrücker Rennwiese nutzt.

## Charakteristika
Der Markt findet traditionell von Freitag vor Pfingsten bis Dienstag nach Pfingsten über fünf Tage statt. Eröffnet wird er durch einen Fassanstich durch den Oberbürgermeister der Stadt und endet mit einem großen Höhenfeuerwerk.
Markant sind das große Bierzelt und die Mischung aus verschiedenen Fahrgeschäften, Imbissbuden und zum Teil noch den in den letzten Jahren geringer werdenden fliegenden Händlern.
Bekannt sind auch die „Dosenschüttler“, die an den drei Eingängen zum Markt um eine Spende für die VTZ bitten, die für die Ausrichtung des Marktes und die Jugendarbeit eingesetzt wird.